# Gerald Milde
Gerald Peter Georg Milde (* 29. Dezember 1932 in Breslau; † 31. Dezember 2023 in Berlin) war ein deutscher Geologe und Hochschullehrer.

## Leben
Milde legte 1951 sein Abitur in Freiberg ab und studierte im Anschluss an der dortigen Bergakademie Geologie und Bergbaukunde, wo er 1960 mit der Arbeit „Hydrogeologische Untersuchungen im Raum künftiger Braunkohlentagebaue der östlichen Mark Brandenburg und der Lausitz“ promoviert wurde. Bis 1962 arbeitete er in der Freiberger Arbeitsstelle Praktische Geophysik und bis 1966 im Deutschen Brennstoffinstitut. Im selben Jahr habilitierte er sich in Freiberg mit der Schrift „Die Hydrogeologie des östlichen Baruther Urstromtales“. Im Rückblick heißt es über die darauffolgenden Jahre: „Mit der Berufung von Gerald Milde auf die Professur für Hydrogeologie an die Bergakademie zum 1. Januar 1967 (…) wurde das selbständige Lehrgebiet Hydrogeologie begründet.“  Zwei Jahre später folgte die Berufung zum ordentlichen Professor, zudem war er Prorektor für Aus- und Weiterbildung. 
Nach einer Tätigkeit in der Wirtschaft wurde Milde 1979 in West-Berlin zum Direktor und Professor im damaligen Bundesgesundheitsamt ernannt. Im Institut für Wasser-, Boden- und Lufthygiene leitete er zwölf Jahre lang die Abteilung „Bodenhygiene, Hygiene der Wassergewinnung“. Anlässlich seiner Pensionierung Ende 1990 wurde in einer Festschrift gewürdigt, wie er die Abteilung „aus kleinen Anfängen zu einem bedeutenden Faktor des Instituts emporführte.“
Zugleich hatte er ab 1980 eine Honorarprofessur für Hydrogeologie an der Universität Bonn inne und war später als Gutachter für die Treuhandanstalt tätig. In seinem Spezialgebiet veröffentlichte Milde zeitlebens über 200 Aufsätze.

## Veröffentlichungen (Auswahl)
- Hydrogeologische Untersuchungen im Raum künftiger Braunkohlentagebaue der östlichen Mark Brandenburg und der Lausitz, Berlin: Akademie-Verlag, 1961
- Stand und Aufgaben hydrogeologischer Forschungen in der Deutschen Demokratischen Republik, Berlin: Akademie-Verlag, 1963
- Die Hydrogeologie des östlichen Baruther Urstromtales, Leipzig: Deutscher Verl. f. Grundstoffindustrie, 1966
- Hydrogeologie des tieferen Tertiärs in der Niederlausitz (mit Heilmann, Manfred), Leipzig: Dt. Verl. f. Grundstoffindustrie, 1971
- Grundwasserhygienische Arbeiten als Voraussetzung von einwandfreien Trinkwasserversorgungen, Berlin: Reimer 1981